# المرجلة (المغربة)

تعديل مصدري - تعديل

المرجلة هي إحدى قرى عزلة بني جديلة بمديرية المغربة التابعة لمحافظة حجة، بلغ تعداد سكانها 71 نسمة حسب تعداد اليمن لعام 2004.